# Chien de garenne portugais
Pour les articles homonymes, voir Chien de garenne.
Le chien de garenne portugais, podengo portugais ou lévrier portugais est une race canine d'origine portugaise. C'est un descendant des anciens lévriers de la vallée du Nil. Il est réparti en trois tailles et deux variétés de poils. 
La Fédération cynologique internationale le répertorie dans le groupe 5, section 7, standard n° 094.

## Historique

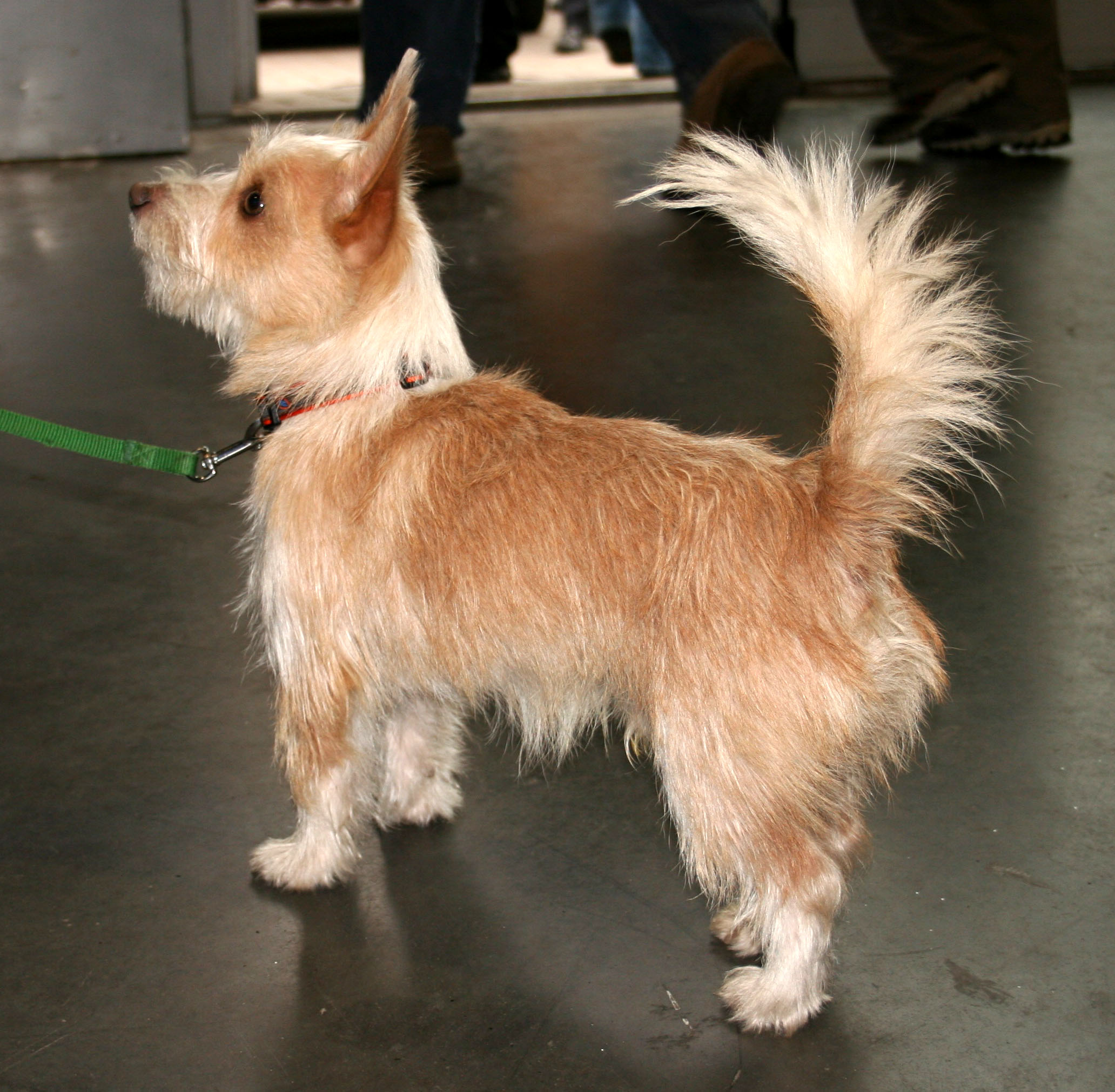
Le petit chien de garenne a été élevé pour servir de ratier.

Le chien de garenne portugais est probablement descendant des chiens importés dans la péninsule Ibérique par les Phéniciens et les Romains. La race a évolué grâce à l’apport de chiens qui accompagnaient les Maures lors des invasions du VIIIe siècle. Ce chien s'est adapté au terrain et au climat portugais. La petite variété a été sélectionnée à partir du XVe siècle pour servir de ratier sur les caravelles portugaises.

## Standard

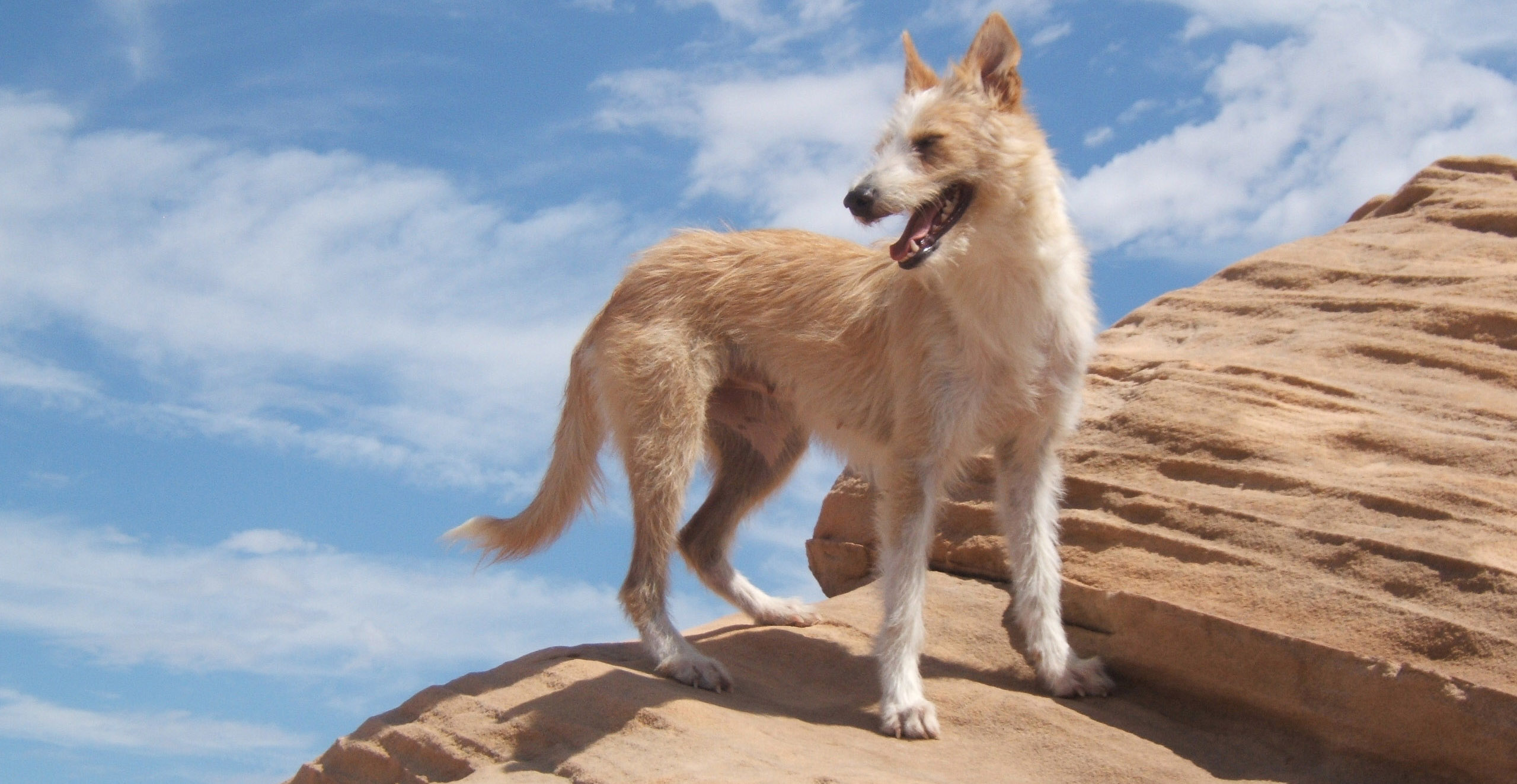
Un chien de garenne portugais taille moyenne.

Le chien de garenne portugais est de type primitif, bien proportionné, de construction solide et bien musclé, qui existe en trois tailles et deux variétés de poil. La tête est de forme pyramidale quadrangulaire, avec des oreilles dressées. La queue de longueur moyenne est en forme de faucille. Les yeux de couleur miel à marron sont petits et disposés obliquement. Les oreilles triangulaires sont droites, dressées et très mobiles ; elles sont portées verticalement ou légèrement vers l'avant.
Les deux variétés de poils, le court et lisse et le long et dur. Dans les deux cas, les poils sont d'une épaisseur moyenne, sans sous-poil. Dans la variété à poil dur, le poil sur le museau forme une barbe. Les couleurs de la robe sont le jaune, le fauve dans toutes les nuances, avec ou sans marques blanches. Dans la variété de petite taille, les couleurs suivantes sont tolérées : le noir, le marron, avec ou sans marques blanches.

## Utilisations
Toutes les variétés sont utilisées comme chiens de garde et de compagnie. Le grand podengo est utilisé pour la chasse au grand gibier. Le podengo moyen est le véritable « chien de garenne portugais », puisqu'il est le plus apte à la chasse aux lapins, en meute ou en solo. Le petit podengo est utilisé pour chasser des lapins dans les trous ou dans les rochers.